# Chřástal wakeský
Chřástal wakeský (Hypotaenidia wakensis) je vyhynulý druh chřástalovitého ptáka z rodu Hypotaenidia. Žil pouze na atolu Wake v blízkosti Marshallových ostrovů v Tichém oceánu. Období vhodné pro dlouhodobou kolonizaci ostrova zahrnovalo zřejmě jen posledních zhruba 80 000 let, evoluce chřástala wakeského z létavých předků byla proto relativně rychlá.
Chřástal wakeský dosahoval celkové velikosti těla asi 22 cm. Byl zcela nelétavý, obýval křoviny a houštiny ostrova. Zdejšímu přirozenému prostředí, pravidelně postihovanému extrémními suchy, se dobře adaptoval. Dokázal se obratně pohybovat i v hustém podrostu, živil se všežravě a dobu rozmnožování přizpůsoboval aktuálním podmínkám. Zajímavostí bylo, že tento chřástal vytvářel společné chovné agregace, které pečovaly o vejce a chránily mláďata. Tato adaptace chřástalům pomohla účinně chránit snůšky před hnízdními predátory, jako byly krysy ostrovní, jejichž přítomnost by běžně vedla k ohrožení či vyhynutí jiných nelétavých ptáků hnízdících na zemi.
Chřástala wakeského objevili japonští námořníci roku 1892, vědeckého popisu se druh dočkal až roku 1903 od Lionela Waltera Rothschilda. Větší množství informací i vzorků ptáka se však podařilo získat teprve expedici USS Tanager z roku 1923. Od roku 1935 spadal Wake pod jurisdikci Ministerstva námořnictva Spojených států amerických a z následujících šesti let, kdy Američané na ostrově pobývali, pochází drtivá většina zpráv a fotografií chřástalů. V prosinci roku 1941 atol Wake obsadilo Japonské císařské námořnictvo, ale palčivým problémem se pro Japonce ukázalo být zásobování jejich vojáků. Situace vygradovala v lednu 1944, kdy Američané dobyli atol Kwajalein, hlavní výchozí zásobovací bod pro Wake. Několik stovek chřástalů bylo hladovějící japonskou posádkou rychle vybito, ostrov byl navíc bombardován ze strany spojeneckých vojsk. Do japonské kapitulace v září 1945 chřástal wakeský vyhynul.

## Systematika a evoluce
Chřástala wakeského popsal Lionel Walter Rothschild roku 1903, přičemž zvolil v současnosti platné vědecké jméno Hypotaenidia wakensis. Chřástalové Hypotaenidia sp. byli dlouhodobě řazeni do téměř celosvětově rozšířeného rodu Rallus, někdy jsou hodnoceni i v rámci rodu Gallirallus, který jinak zahrnuje pouze dva žijící druhy.  
V rámci širší systematiky je chřástal wakeský řazen do čeledi chřástalovití (Rallidae), jež je typická velkým množstvím nelétavých, endemitních druhů, rozšířených napříč ostrovy Tichého oceánu. Z asi 150 známých druhů představovalo více než 30 podobné endemity. Velké množství vyhynulých chřástalů je známo rovněž z fosilních nálezů. V rámci této rozšířené radiace se chřástalovití rozrůznili do velkého množství druhů, odhadem jich mohlo být až 1 600. Jejich drtivá většina však vymizela během pleistocénu a holocénu v důsledku prehistorické lidské kolonizace, která šla ruku v ruce se zavlečením nepůvodních živočichů, jako byli psi nebo krysy.
Nelétavost u ostrovních chřástalů vznikala nezávisle na sobě a jde o vůbec nejrozsáhlejší příklad konvergentní evoluce mezi obratlovci. Tento proces byl zároveň relativně rychlý. Atol Wake byl zcela zaplaven ještě během eemského interglaciálu, tj. před asi 119 000 lety, z toho období vhodné pro dlouhodobou kolonizaci ostrova zahrnovalo zřejmě jen posledních cca 80 000 let. Za předka chřástala wakeského a mnoha jiných pacifických forem je pokládán chřástal páskovaný (Hypotaenidia philippensis) původem z Filipín, ačkoli studie z roku 2009 představila domněnku, že chřástal páskovaný se rozšířil z Filipín teprve souběžně s postupem lidí v tichomořské oblasti, přičemž profitoval z kácení nížinných lesů a zřejmě i z vyhubení konkurenčních původních druhů. Podobné závěry lze však přijímat pouze s opatrností, v případě chřástala wakeského by mj. vyžadovaly, aby jeho předek v průběhu posledních 80 000 let vyhynul.

## Popis
Chřástal wakeský dosahoval celkové velikosti asi 22 cm. Křídlo měřilo 8,5 až 10 cm, ocas 4,5 cm, běhák 3,3 až 3,7 cm a zobák 2,5 až 2,9 cm. Velikostně představoval malý druh chřástala, zachovával si však relativně velkou hlavu. Je možné, že selekční tlak podporoval zmenšování velikosti těla, protože podmínky na atolu byly drsné a zdroje potravy nestálé, hlava se zobákem však zůstala stále poměrně velká, aby umožňovala ptákovi zapojovat se do agresivních interakcí. Samice měly ve srovnání se samci menší proporce, jedinou výjimku představovala křídla, jež byla u obou pohlaví velikostně téměř totožná. Tato anomálie mohla být hypoteticky taktéž podporována přirozeným výběrem, protože křídla sloužila k imponování protivníkům. Vzhledem k tomu, že samice musely chránit mláďata před útoky hnízdních predátorů, je možné, že jim v tomto případě mohutnější křídla poskytovala určitou výhodu.
Chřástal wakeský byl funkčně zcela nelétavým druhem, ačkoli kosterní adaptace spojené s nelétavostí nejsou příliš výrazné, což svědčí o relativně nedávné evoluci druhu. Z modifikací lze zmínit například zmenšení velikosti křídel, zploštění hřebene hrudní kosti (carina) a robustnější stavbu končetin. Chřástal wakeský byl jedním z mála nelétavých chřástalů, u něhož došlo k redukci 10. ruční letky.
Chřástalové wakeští s obnošeným peřím měli svrchní partie těla zbarveny tmavě hnědou, popelavou barvou, jež přecházela až do zemitě hnědé. Krk byl zespodu šedivý, spodní části těla přecházely do popelavě hnědé, s několika úzkými, bělavými proužky. Nadoční proužek, brada a hrdlo byly bělavé. Konce ocasu a křídel nebyly zřetelně ohraničené, jejich opeření se vyznačovalo nevýrazným vzorem. Čerstvě přepeření chřástalové měli světlejší zbarvení s kaštanovými svrchními partiemi a výraznějším proužkováním na spodní straně těla. Křídla a ocas byly zřetelně ohraničeny. Zobák, nohy a chodidla byly hnědé, duhovka měla zbarvení červené. Mláďata se vyznačovala tmavým černohnědým opeřením.

## Biologie

### Výskyt
Chřástal wakeský byl endemitem atolu Wake, který se rozkládá v blízkosti Marshallových ostrovů v Tichém oceánu. Atol ve skutečnosti tvoří trojice ostrovů. Hlavní stejnojmenný ostrov má rozlohu přes 550 ha. Na severu na Wake navazuje ostrov Peale (104 ha), na jihu ostrov Wilkes (80 ha), přičemž oba dva jsou od hlavního ostrova odděleny vodními kanály. Jižní část atolu může být zaplavována během tajfunů (chřástal zřejmě na ostrově Wilkes nežil). Celý atol je nízký, nejvyšší bod leží asi 6,4 m nad hladinou moře. Ročně zde spadne asi 1 000 mm srážek, přičemž atol postihují extrémní sucha. Vegetace je pouze sporá, keřovitá, s otočníky druhu Heliotropium foertherianum, pandány, kordiemi a tlustobýly. Chřástal wakeský byl jediným původním suchozemským ptákem na ostrově.

### Chování
O chování chřástala wakeského existují informace primárně od soudobých pozorovatelů, kteří na atolu pobývali během 30. let 20. století. První zmínky o ptákovi však získala již expedice USS Tanager z roku 1923, jejímž členem byl ornitolog Alexander Wetmore. Jeho záznamy poskytují informace o chování chřástala ještě z dob, kdy atol nebyl cílem soustavné lidské činnosti. Wetmore chřástaly pozoroval většinou jako jednotlivce, páry, anebo menší skupinky (záznamy pozdějších výzkumníků ukazují i na určitý podíl agresivních interakcí mezi některými jedinci). Chřástalové se ozývali tichým štěbetavým voláním a také tichým kvokáním, jež bylo slyšitelné pouze tehdy, když ptáci „byli na dosah ruky“. Wetmore se zmiňuje o tom, že k sobě chřástaly vábil pomocí hvízdání. Popisuje rovněž denní režim ptáka, stejně jako jeho částečnou ostražitost.
28. července, sobota
Ptáci byli ostražití a zvídaví a vycházeli ven se vztyčenou hlavou a krkem, poškubávali ocasy. Ačkoli se nebránili překračování otevřených prostranství, pohybovali se spíše pod vegetačním krytem, zřejmě se tak toužili vyhnout intenzivním slunečním paprskům. Když jsem seděl, tak se často stalo, že se ke mně jeden z nich přiblížil na tři nebo čtyři stopy a zvědavě si mě prohlížel, měl u toho natažený krk, třepal ocasem a tiše kvokal. Ačkoli byli chřástalové krotcí, stále si ode mě drželi určitý odstup, i když se mi povedlo jednoho z nich lehkým švihnutím srazit. Chřástalové byli mnohem opatrnější za deštivého počasí.
3. srpna, pátek
Asi 15 ptáků dnes pobývalo v křovinách a na okraji porostů tlustobýlů. Odvážili se přiblížit deset až dvanáct stop od okraje houštin a bezstarostně se zde procházeli, dokud jsem zůstal v klidu, ale při každém podezřelém pohybu rychle zmizeli v úkrytu nízko rostoucích stromů. … Pokud mě některý z nich náhodou zahlédne dřív, než ho začnu sám vábit, vypadá značně vyplašeně a se vztyčenou hlavou rychle utíká pryč, kličkuje za pařezy nebo jiné úkryty, dokud se nedostane z mého dosahu. Pronásledování je v takových chvílích zbytečné, protože ptáci dokážou rychle probíhat houštinami, kde je nelze spatřit.
 z deníku Alexandera Wetmora
O tom, že byl chřástal wakeský zdatný běžec, se zmiňují i pozdější pozorovatelé. Jedním z nich byla i Lady Hay Drummond-Hayová, jež proslula cestou kolem světa na vzducholodi Zepelín. Na Wake strávila celkem 2 týdny a z jejího pozorování chřástala mj. vyplývá, že v průběhu sprintu využíval křídla k udržování rovnováhy. Drummond-Hayová ptáka metaforicky přirovnávala k motoristovi, jenž se snaží ukazovat směr pomocí křídel. Jiné záznamy poukazují na to, že se chřástalové dokázali protáhnout i značně malými otvory, což jim zřejmě pomáhalo svižně běhat v hustých porostech. Biologové, kteří v roce 1936 na atolu hubili krysy pomocí jedů, se snažili chřástaly přemístit do oplocené ubikace, aby je ochránili před případnou otravou. Ptáci se však snadno protáhli byť jen 5cm oky pletiva a unikli pryč.
Z konce 30. let pocházejí záznamy jistého C. Vaughana, jenž se zmiňuje jak o krotké povaze chřástalů, tak o jejich interakcích s krysami:
Potulují se [chřástalové] spolu s malými krysami, které požírají rostlinstvo a zamořují ostrov, a dokonce s nimi jedí ze stejného jídla. Dlouho se nesetkali s lidmi, a proto z nich nemají obavy, a během těch tří let, kdy na ostrově operuje Pacific Airways, se s našimi muži docela spřátelili. Postávají po tuctech na schodech u dveří do hotelové kuchyně, přes zástěnu pokukují po personálu a šílí radostí, když jim některý z čamorských kuchařů přinese nějaké zbytky. Chodí mu po nohách a vyskakují vysoko do vzduchu, stejně jako kuřata v době krmení. Když je během dne horko, zalezou pod hotel nebo se schovají do krysích nor, aby se ochladili; v noci se s krysami vydávají za potravou do okolí.
 C. Vaughan, duben 1938

### Potrava

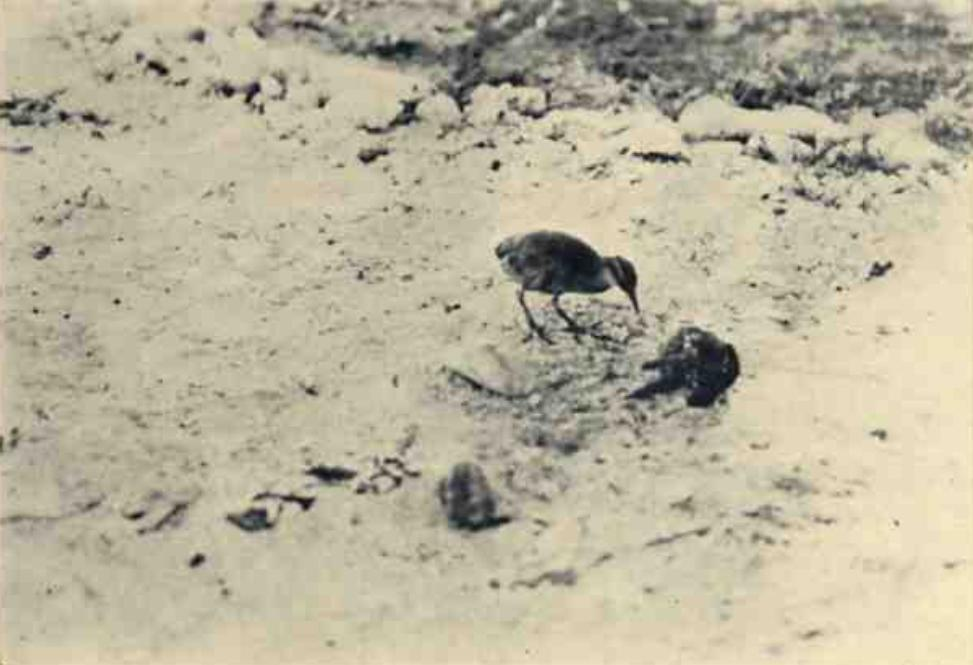
Chřástal wakeský útočí na kraba poustevníčka

Podle dobových záznamů byl chřástal wakeský všežravým druhem. Požíral semena a různé bezobratlé, včetně hmyzu, měkkýšů, housenek a červů; vyhrabával je ze sypké půdy bočními pohyby zobáku. Lovil i místní kraby poustevníčky, živil se rovněž mršinami zdejších ptáků. Chřástalové na kraby většinou útočili v době, kdy korýši měnili svou ochrannou schránku, a stávali se tak snadnou kořistí. Jeden příslušník americké armády, William Stephen Grooch, zaznamenal, jak schopným lovcem chřástal v podobném případě byl. Z Groochovy knihy Skyway to Asia (Nebeská cesta do Asie) rovněž pochází fotografie lovícího chřástala, již pořídil americký opravář, jenž během 30. let pracoval na stavbě přistávací dráhy.
Hlavním nepřítelem kraba poustevníčka je malý ptáček, nelétavý chřástal prachově hnědé barvy, o něco větší než vrabec. Na první pohled vypadá jako pokorně vypadající chlapík, ale je to houževnatý bojovník. Viděl jsem, jak jeden z nich zaútočil na kraba tak rychle, že ten se ani nestačil ukrýt ve své ulitě. Chřástal vedl několik bleskových úderů k poustevníčkově bradě, a pro kraba tím bylo po všem. Chřástal a jeho přátele se následně pustili do jídla.
 William Stephen Grooch, 1936
Problém atolu Wake byl nedostatek trvalých zdrojů sladké vody. Wetmore pozoroval, že chřástalové často vyhledávali lastury mlžů (rodu Tridacna), jež se mohly stát malými nádobkami na dešťovou vodu. Šlo však o zdroj vody značně náhodný, nestálý a nespolehlivý. V období sucha mohli ptáci spíše získávat tekutiny z potravy; krysy se v takovém případě krmily na místních povíjnicích (druhu Ipomoea tuba). Přítomnosti vody však chřástalové dokázali oportunisticky využít. Grooch se svými spolupracovníky při testování studny odčerpal několik tisíc litrů vody a podle jeho záznamů si velké množství chřástalů koupel ve vzniknuvší louži „náramně užívalo“.

### Rozmnožování
Velké množství informací o rozmnožování chřástalů wakeských se podařilo získat díky nepublikovaným dokumentům Torreyho Lyonse, jenž byl ve 30. letech 20. století najat leteckou společností Pan Am jako zahradník, aby na ostrově Wake pěstoval zeleninu pro potřeby hotelu provozovaného touto společností. Lyons byl vystudovaným botanikem na Kalifornské univerzitě v Berkeley a šlo také o zkušeného ornitologa. Jeho poznámky k chování a ekologii chřástalů, doplněné o obrazový materiál, byly zveřejněny teprve v roce 2011. Chřástalové wakeští hnízdili na zemi v talířovitých prohlubních pod hustým porostem. Vejce byla skvrnitá, asi 2×3 cm velká. Na základě rozličných záznamů o fázích rozmnožovacího cyklu se zdá, že hnízdění neprobíhalo pravidelně. Naopak jej pravděpodobně ovlivňovaly spíše aktuální podmínky prostředí a výkyvy počasí; a například během sucha ptáci nemuseli hnízdit vůbec. Lyonsova pozorování ukazují na fakt, že vývoj mláďat byl poměrně rychlý. Během pouhého měsíce ptáčata dorostla téměř do velikosti dospělců a za méně než 10 týdnů byla nejspíše od dospělců zcela k nerozeznání.
Chřástal wakeský se vyznačoval neobvyklým společným chovným systémem. Vytvářené agregace zahrnovaly až trojici úzce propojených hnízd, přičemž o každé hnízdo pečovali více než dva ptáci. O mláďata se staraly skupiny dospělců ještě dlouhou dobu po vylíhnutí, i když není známo, jestli do podobných chovných systémů zasahovali i samci, anebo pouze samice. Je pravděpodobné, že ačkoli rozmnožovací cykly chřástalů nemusely být pravidelné, podobný způsob hnízdění vyžadoval synchronní nakladení snůšek vždy alespoň u určité množiny samic. Výhodou pro chřástaly bylo menší ohrožení ze strany možných hnízdních predátorů, jako byly krysy a krabi poustevníčci rodu Coenobita, což těmto druhům umožnilo na ostrově společně koexistovat.

## Historie

### Před druhou světovou válkou
Ačkoli je podle některých záznamů možné, že atol Wake objevili již během 16. století Španělé (Álvaro de Mendaña de Neira), oficiální datum objevu atolu je kladeno až do roku 1796, kdy u břehů atolu stanula britská loď Prince William Henry pod velením kapitána Williama Wakea, po němž Wake také nese jméno. Roku 1899 byl atol formálně anektován Spojenými státy americkými. Navzdory několikasetleté historii nebyl Wake dlouhodobě obydlen a ani se sem nevydalo velké množství vědeckých expedic. V prosinci roku 1841 sem sice připlula americká výzkumná výprava, nicméně zjevně se nejednalo o příliš pečlivý průzkum, přírodovědci se o přítomnosti chřástala na atolu dokonce vůbec nezmínili. Na začátku 20. století se zde naopak usídlili japonští pytláci, kteří v tuto dobu operovali v severním Tichomoří a bažili po peří mořských ptáků. Peří chřástalů jimi nicméně nebylo ceněno, a proto chřástalové nebyli pytláctvím nijak významně ohroženi.
Chřástal wakeský byl objeven teprve roku 1892. První exempláře druhu získali rovněž Japonci, a sice pracovníci Alana Owstona, obchodníka a sběratele přírodnin původem z Anglie, jenž přesídlil do Asie a působil v japonské Jokohamě. Teprve roku 1903 byly tyto vzorky přeprodány Lionelu Walterovi Rothschildovi, který ptáka jakožto první vědec popsal. Dnes jsou původní vzorky součástí sbírek Amerického přírodovědného muzea, jeden náleží Přírodopisnému muzeu v Londýně.
Velké množství informací i vzorků ptáka se podařilo získat expedici USS Tanager z roku 1923. Výzkumníci pod vedením korvetního kapitána (LCDR) Samuela Wildera Kinga měli prozkoumat severozápadní Havajské ostrovy a jedním z úkolů výpravy bylo mj. vyhubit nepůvodní králíky na ostrově Laysan, jejichž přemnožení stálo za vymizením zdejšího endemitního ptactva, jako byl shodou okolností chřástal laysanský (Zapornia palmeri). Expedice na atolu Wake strávila období od 27. července do 5. srpna. Ornitolog Alexander Wetmore, jenž se expedice zúčastnil, byl prvním přírodovědcem, který ptáka pozoroval ve volné přírodě. Vzhledem k tomu, že Wetmore ani jeho zaměstnavatelé netušili, že Rothschild chřástala wakeského popsal již před dvaceti lety, pták byl zpočátku považován za vědě zcela neznámý druh. Deník Alexandera Wetmora poskytuje podrobný popis prvního setkání s chřástaly:
27. července, pátek
Než jsme postavili první stan, přišla silná přeháňka, ale nezpůsobila žádné škody. Odpoledne jsme s Kingem, Dr. Millardem, Andersonem a Schlemmerem převeslovali přes lagunu na třetí ostrov, kde byl starý japonský tábor, který jsme prozkoumali. Chytil jsem zde jednu nebo dvě krysy. Thaanum a Grant mi řekli, že dnes večer viděli na hlavním ostrově nějakého pozemního chřástala.
28. července, sobota
Vstal jsem co nejdříve, abych odchytil nějaké chřástaly. Schlemmer, Carroll a já jsme se přebrodili kanálem na hlavní ostrov a vlezli do křoví na protějším břehu. Pomalu a opatrně jsme prolézali malými otvory, které vedly mezi hustými houštinami. Na všech stranách byla spousta ztrouchnivělého materiálu, některé pokroucené klády měřily napříč 12 nebo 14 palců. V krátkých intervalech jsem se zastavoval a pískal, bedlivě sledujíc všechny strany. Po patnácti minutách, když jsem se dostal do středu ostrova, zachytilo mé oko nepatrný pohyb na jedné straně a v příští okamžik jsem spatřil elegantní siluetu suchozemského chřástala, o něco většího, než je chřástal virginský…
 z deníku Alexandera Wetmora
Většina z několika desítek vzorků chřástalů získaných expedicí se nachází v Národním přírodovědném muzeu ve Washingtonu, D.C., jeden vlastní Královské ontarijské muzeum, jeden Americké přírodovědné muzeum a jeden Harvardova univerzita.
Ve 30. letech 20. století se Wake začal těšit lidské pozornosti. Od roku 1935 spadal pod jurisdikci Ministerstva námořnictva Spojených států amerických. Na ostrově Peale, jenž tvoří součást atolu Wake, začala operovat společnost Pan Am, která se podílela na výstavbě místního hotelu a letiště, jež mělo sloužit pro mezipřistání transpacifických letů. Ostrov začalo navštěvovat také větší množství biologů, jejichž úkolem bylo eradikovat místní populace krys; přítomnost těchto hlodavců nicméně neměla významný vliv na populace ptáků a je pravděpodobnější, že skutečným cílem eradikačních akcí byla spíše snaha vytvořit z ostrova přívětivější místo pro turisty. S blížící se válkou v Tichomoří začali Američané na počátku 40. let vynakládat prostředky na opevňování ostrova a připravovali se na možný japonský útok. Z tohoto asi šestiletého období míru pochází pochází drtivá většina zpráv a fotografií chřástalů, stejně jako více než deset dalších vzorků, které dnes vlastní Bishop Museum v Honolulu, Akademie přírodních věd ve Filadelfii, Národní přírodovědné muzeum a Muzeum zoologie obratlovců v Berkeley.

### Druhá světová válka a vyhynutí druhu
Není zcela jasné, kolik chřástalů na atolu přežívalo před válkou, ačkoli odhady ze 30. let hovoří o asi 400 až 500 ptácích. Již v tuto dobu byli vystaveni některým ohrožujícím faktorům, jako byla ztráta přirozeného prostředí v důsledku výstavby. Historický vliv na jejich populace zřejmě mělo i pravidelné zaplavování atolu – respektive jeho jižní části – během tajfunů. Naopak se nezdá, že by byl chřástal wakeský výrazně ohrožen přítomností krys, které se podepsaly na populacích jiných endemitních ptáků. Chřástal na atolu dlouhodobě koexistoval s krysou ostrovní (Rattus exulans), jež sem byla zavlečena již Polynésany, a ačkoli lidská přítomnost nepochybně vedla ke zvýšení počtu hlodavců, není prokázáno, že by tento faktor měl na chřástaly velký vliv. Co se týče zavlečení evropských krys nebo potkanů, došlo k ní – pokud vůbec – zřejmě až po druhé světové válce. O introdukci těchto druhů obecně neexistují spolehlivé důkazy.
Japonské císařské námořnictvo podniklo první útok na Wake – podle Japonců strategický bod v Tichomoří – 8. prosince 1941, tedy souběžně s útokem na Pearl Harbor na druhé straně mezinárodní datové hranice. Americké námořnictvo a námořní pěchota bránily atol poměrně dlouho a kapitulovaly až 23. prosince stejného roku. Od té doby byl Wake pod japonskou kontrolou, a to až do září roku 1945.
Několikaletá japonská okupace atolu, jenž byl navíc téměř nepřetržitě obléhán, si na biosféře ostrova vybrala svou daň. Japonci zde vybudovali kasárny, různá opevnění a protiletecké kryty, nakonec začali využívat půdu i pro pěstování plodin. Právě nedostatek potravin se pro okupační vojsko ukázal být palčivým problémem. Američané Wake již od února 1942 intenzivně letecky bombardovali, což jednak vedlo k dalším devastacím původních stanovišť, jednak komplikovalo přístup japonským zásobovacím lodím. Jako úspěšné se neukázaly dokonce ani noční pokusy o zásobování pomocí ponorek. Když v lednu 1944 Američané dobyli atol Kwajalein, který Japonci používali jako hlavní výchozí zásobovací bod pro Wake, situace na ostrově se v následujících měsících stala kritickou. V červenci 1945 dosáhly příděly potravin historického minima. Není proto překvapením, že se Japonci soustředili na jakýkoli možný způsob obživy, ať už šlo o snahu pěstovat zeleninu, anebo lovit místní zvířata. Podle japonského velícího důstojníka, šóšó (少将 ~ kontradmirál) Sakaibary, jeho muži z hladu a zoufalství pojídali i krysy. Chřástalové byli nelétaví a neměli zkušenosti s predací ze strany člověka, proto se stali z tohoto pohledu velmi zranitelnými. Ačkoli šlo o celkem schopné běžce, v případě, že se k lovu připojilo více vojáků, neměli šanci uniknout. Japonci na Wake do kapitulace v roce 1945 přišli o více než 3 000 mužů z celkem asi 4 400 nasazených. Chřástal wakeský se konce války a americké reokupace již nedožil. Mezinárodní svaz ochrany přírody jej považuje od roku 1988 za vyhynulý druh a datum vyhynutí klade do roku 1945. Za hlavní příčinu vyhynutí považuje lov.